# 帕克宮 (維爾紐斯)

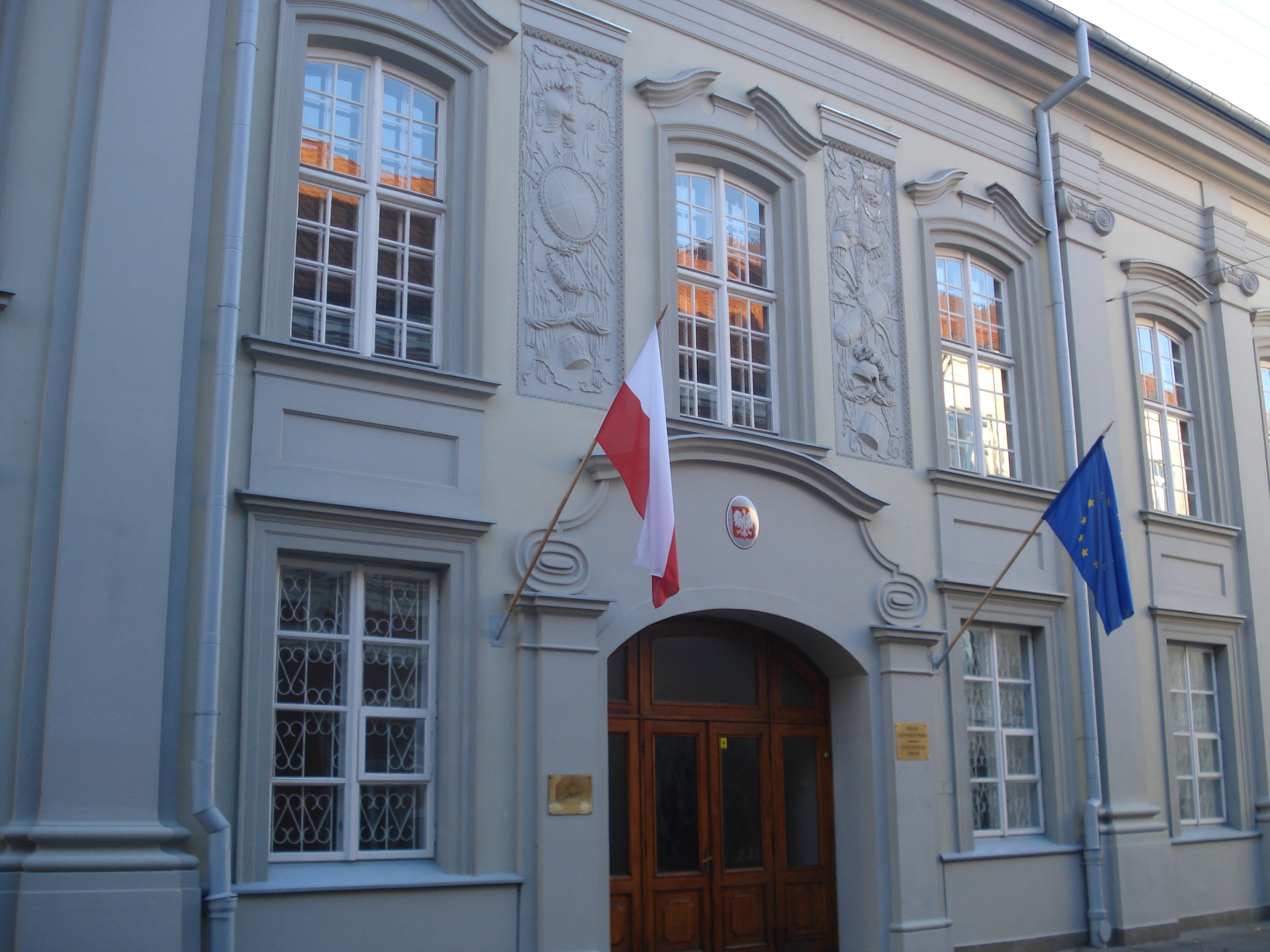
帕克宮

帕克宮（Pac Palace）是立陶宛首都維爾紐斯舊城區的一座建築，靠近維爾紐斯大學。該建築現在是波蘭駐立陶宛大使館。帕克宮在歷史上曾是帕克家族的住宅。建築共有兩層，外觀曾是巴洛克風格。